# Henri Patin
Henri Joseph Guillaume Patin (født 21. august 1793 i Paris, død 19. februar 1876 sammesteds) var en fransk filolog. 
Patin blev 1815 professor ved École normale og 1833 ved Sorbonnen. I 1843 optogs han i Akademiet, hvis sekretær han var fra 1871. Af hans skrifter, som fortrinsvis behandler den antikke litteraturhistorie, mærkes Mélanges de littérature ancienne et moderne (1840), Études sur les tragiques grecs (1841—43), Études sur la poésie latine (1869). Efter hans død udkom Discours et mélanges littéraires (1876).